# Buvanahalli, Bangarapet
Buvanahalli là một làng thuộc tehsil Bangarapet, huyện Kolar, bang Karnataka, Ấn Độ.